# Embaixada da Armênia em Brasília
A Embaixada da Armênia em Brasília é a principal representação diplomática armênia no Brasil. O atual embaixador é Arman Akopian, no cargo desde agosto de 2020.
Está localizada no Lote 48 do Setor de Embaixadas Norte, na Asa Norte.

## História
As relações entre Brasil e Armênia começam oficialmente em 1992, com a Armênia tendo sua primeira representação no Brasil aberta em 1998 em São Paulo. Em 2011, foi instalada a embaixada em Brasília, provisoriamente no Lago Sul.
A Armênia se instalou em definitivo no Setor de Embaixadas Norte, um dos dois setores voltados a representações estrangeiras na capital brasileira. A pedra fundamental foi instalada em 2016, numa cerimônia com a presença do então presidente armênio, Serzh Sargsyan, e do então ministro das Relações Exteriores brasileiro, José Serra.
O atual embaixador, Arman Akopian, substituiu Ashot Galoyan no cargo, tendo recebido as credencias no Palácio do Planalto no dia 19 de agosto de 2020. Antes, ele era Ministro de Relações Exteriores da Armênia para as Américas.

## Serviços
A embaixada realiza os serviços protocolares das representações estrangeiras, como o auxílio aos armênios que moram no Brasil e aos visitantes vindos da Armênia e também para os brasileiros que desejam visitar ou se mudar para o país - apesar de que a quantidade deles é muito pequena, sendo a maioria jogadores de futebol e familiares. Entretanto, a comunidade de descendentes armênios no Brasil é considerável, com cerca de 40 mil pessoas vivendo principalmente em São Paulo, onde a Armênia conta com um consulado-geral.
Outras ações que passam pela embaixada são as relações diplomáticas com o governo brasileiro nas áreas política e econômica, além de fazer promoção a cultura armênia. O Brasil mantém boa relação diplomática com a Armênia, mantendo algum comércio com o país, tendo exportado mais de 22,9 milhões de dólares e sendo um dos 29 países do mundo que reconhecem o genocídio armênio - fato que levou a Turquia a convocar seu embaixador no Brasil para consultas.